# داركو ماركوفيتش
داركو ماركوفيتش (15 مايو 1987 ببودغوريتسا في الجبل الأسود - ) هو لاعب كرة قدم مونتينيغري (وحمل سابقاً جنسية صربيا والجبل الأسود) في مركز الوسط. شارك مع منتخب الجبل الأسود تحت 21 سنة لكرة القدم ومنتخب الجبل الأسود لكرة القدم. أما مع النوادي، فقد لعب مع بودوتشنوست بودغوريتسا ونادي أويبست ونادي باختاكور طشقند ونادي زيتا غلوبوفاك ونادي لوفتشين ونادي موغرن وFK Mladost Velika Obarska ‏ ونادي ديشيتش.

## وصلات خارجية
- داركو ماركوفيتش على موقع قاعدة بيانات كرة القدم.إي يو (الإنجليزية)
- داركو ماركوفيتش على موقع Soccerway.com (الإنجليزية)